# Bovška ovca
Bovška ovca, trentarka (v dolini Trente), v ovčereji poznana tudi z okrajšavo B, je slovenska avtohtona pasma domače ovce. Poleg bovške ovce med avtohtone ovčje pasme spadajo tudi belokranjska pramenka, istrska pramenka, jezersko-solčavska ovca in oplemenjena jezersko-solčavska ovca. Živali te pasme so manjšega okvirja in praviloma v beli, občasno pa tudi črni ali pisani barvi. Gre za večnamenske ovce, ki so se že v preteklosti uporabljale predvsem za pridobivanje mleka in proizvodnjo mlečnih izdelkov, drugotno pa tudi za prirejo volne in mladih ovc – jagnjet. Z oplemenjevanjem bovške ovce so dobili pasmo oplemenjena bovška ovca.

## Izvor in razširjenost
Za poreklo bovške ovce se štejejo predeli severozahodne Slovenije (natančneje Zgornjesoška dolina, v glavnem Tolmin in Bovec). Pasmo so močno cenili in na veliko redili v mestu Bovec, po katerem je nato dobila svoje uradno ime. Domačini doline Trente pasmi pravijo trentarka. Poznavalci menijo, da naj bi bovško ovco izpeljali iz izvornih belih ovc takratnega časa, in sicer s križanjem dveh ovčjih tipov: ovc, namenjenih dajanju mleka, in ovc, vira volne.
Tudi danes je velik delež bovške ovce moč najti v Posočju (v severozahodni goriški statistični regiji), številni rejci prebivajo v Bovcu. Po podatkih iz leta 2020 naj bi bilo v Sloveniji okrog 2930–3800 ovc bovške pasme, pri čemer je populacijski trend označen kot stabilen. V letu 2021 je bilo v registru zavedenih 100 plemenjakov in 2136 plemenic.

## Značilnosti
Živali bovške pasme so praviloma manjšega okvirja, saj samci dosežejo nekaj manj kot 65 centimetrov višine, medtem ko so povprečne samice v razponu od 45 do 55 centimetrov višine. Ovni praviloma presežejo 50 kilogramov, ovce so s povprečnimi 45 kg nekoliko lažje. Ovce imajo srednje dolg in tanek vrat, ki se nadaljuje z neizrazitim oplečjem in koščenimi, ravnimi ter kratkimi hrbtom in ledji. Kratke, tenke in deloma neporaščene noge imajo kratka, trikotna stegna, za katerega je značilna slaba omišičenost. Njihova glava z ravnim nosnim profilom je majhna, z dlako prekrita vse do ušes in po čelu, občasno je prisoten čop. Na ozkem in zašiljenem gobcu je bel, črn ali pikast nos. Ovčja ušesa so večinoma drobna, pri nekaterih živalih vidna kot štrclji, navadno pa usmerjena na stran. Na otip groba, pretežno resasta in komaj zaznavno pramenasta volna porašča celotno ovčje telo z izjemo trebuha. Večji delež ovac je tipične bele barve, v čredah pa je moč najti tudi črne in rjave ali pisane posameznike. Karakterističnih roženih derivatov votlorogov – rogov pri obeh spolih trentarke ni. Rep je poraščen in srednje dolg.

## Vzreja in uporabnost
Bovško ovco se pogosto goji na tradicionalen, ekstenziven način, pri čemer se odporne in na uborne pogoje prilagojene ovce v ugodnem delu leta pašejo na pašnikih gora in hribovij, medtem ko večje črede ta čas preživijo ob muljenju trave v dolini. Ovce vplivajo na ekosisteme težje dostopnih travnikov, saj onemogočajo ali omejujejo zaraščanje. Pozimi večina rejcev svoje živali redi v hlevih, kjer jih hranijo z izključno voluminozno krmo. Tudi molža poteka na planinah (in sicer po odstavitvi jagnjet), kjer nato nadaljujejo postopke predelave v mlečne izdelke.
Trentarke so znane predvsem kot ovce mlečnega tipa, za katere je značilna dobra mlečnost (pri boljših primerkih celo več kot 270 kg). Mleko, ki navadno vsebuje 7,1 % maščob in 5,8 % beljakovin, se predela v različne mlečne izdelke, med katerimi je najbolje poznan sir, ki se prodaja pod blagovno znamko »Bovški (ovčji) sir«. Bovški sir naj bi bil dobro poznan že v 17. stoletju, ko je o njem v Slavi vojvodine Kranjske pisal Janez Vajkard Valvasor. Ta sir je leta 2012 dobil evropsko zaščito označbe porekla. Pri predelavi nastajata tudi uporabni sirotka in albuminska skuta. V manjši meri bovške ovce služijo prireji jagnjet; ovce so sezonsko plodne in povržejo enkrat na leto. Priložnostno se uporablja ovčjo volno.